# Universidad de Memphis
La Universidad de Memphis (UofM) es una universidad pública de investigación estadounidense, ubicada en Memphis (Tennessee). Fundada en 1912, la universidad cuenta con una matrícula de más de 22.000 estudiantes.
La universidad cuenta con varios centros como: The Herff College of Engineering, The Center for Earthquake Research and Information (CERI), The Cecil C. Humphreys School of Law, el campus de Lambuth University en Jackson (Tennessee) (ahora renombrado como campus de la Universidad de Memphis), The Loewenberg College of Nursing, The School of Public Health, The College of Communication and Fine Arts, The FedEx Institute of Technology, The Advanced Distributed Learning Workforce Co-Lab, y el The Institute of Egyptian Art and Archaeology. 
Está considerada bajo la Carnegie Classification como "R2: Doctoral Universities – High research activity".

## Historia

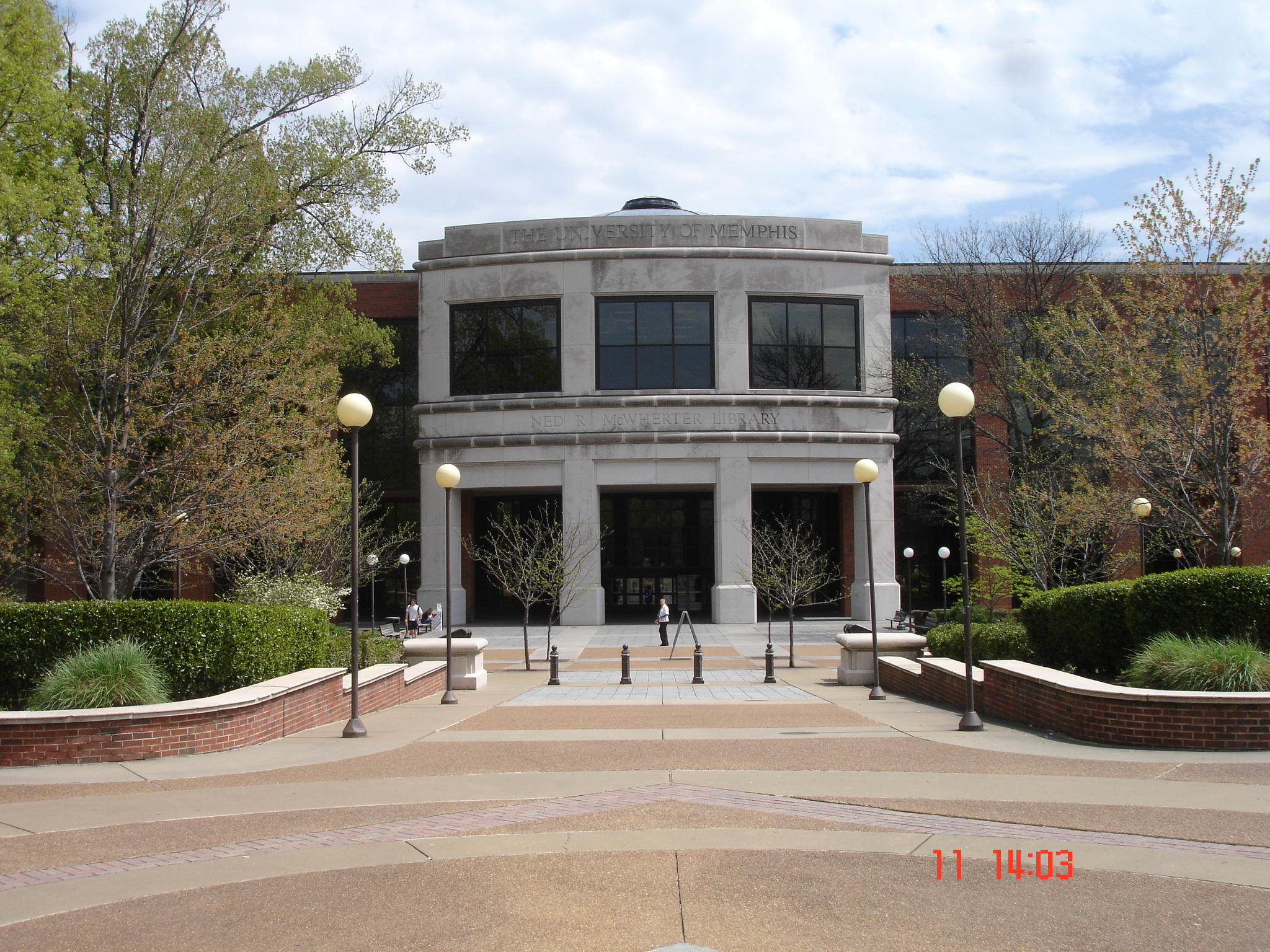
Ned R. McWherter Library

En 1909, la Legislatura de Tennessee promulgó el Proyecto de Ley de Educación General. Este proyecto de ley establecía la creación de tres colegios, uno dentro de cada Grand Division del estado y un colegio adicional para estudiantes afroamericanos. Después de muchas licitaciones y campañas, el estado tuvo que elegir entre dos lugares para construir el nuevo colegio para West Tennessee: Jackson y Memphis. Se eligió Memphis, siendo una de las principales razones la proximidad de la línea de ferrocarril al lugar propuesto para construir la nueva universidad para West Tennessee. Esto permitiría a los profesores y estudiantes ir a casa y visitar a sus familiares. Las otras tres escuelas establecidas mediante la Ley de Educación General evolucionaron hasta convertirse en la East Tennessee State University (ETSU), Middle Tennessee State University (MTSU), y Tennessee State University (TSU).
Antes de la creación de la West Tennessee Normal School en virtud de la Ley de Educación General, existían en Memphis varios departamentos de educación superior bajo la denominación de Universidad de Memphis. Esta anterior Universidad de Memphis se formó en 1909 añadiendo a una escuela de medicina ya existente los departamentos de farmacia, odontología y derecho.
El 10 de septiembre de 1912 se inauguró en Memphis la West Tennessee Normal School, cuyo primer presidente fue Seymour A. Mynders. En 1913, todos los departamentos de la anterior "Universidad de Memphis", excepto la facultad de derecho, habían sido asumidos por la West Tennessee Normal School. Tras la muerte de Mynders en 1913, John Willard Brister fue elegido para ocupar su lugar. Tras la dimisión de Brister en 1918, Andrew A. Kincannon se convirtió en presidente. En 1924, Brister regresó a su puesto como presidente de la universidad.
El nombre cambió en 1925 a West Tennessee State Teachers College. En 1931, se creó el primer periódico del campus, The Tiger Rag. En 1939, Richard C. Jones se convirtió en presidente del WTSTC. En 1941, el nombre se cambió a Memphis State College, cuando la universidad amplió su plan de estudios de artes liberales. En 1943, el Dr. Jennings B. Sanders sucedió a Jones como presidente. Tres años más tarde, se nombró al primer exalumno en ser presidente, Jack Millard Smith. En 1951, el MSC otorgó sus primeros títulos de licenciatura. En 1957, la escuela recibió el estatus de universidad y cambió su nombre por el de Memphis State University.
En 1959, cinco años después de que el Tribunal Supremo de Estados Unidos fallara en el caso Brown contra el Consejo de Educación declarando inconstitucional la segregación racial en la educación pública, la universidad admitió a sus primeros estudiantes negros. La segregación racial era la norma en todo el Sur en aquella época. Los "Memphis State Eight", como se les conocía, fueron admitidos en la Universidad Estatal de Memphis. Su presencia en el campus fue objeto no solo de un intenso escrutinio por parte de los medios de comunicación, sino de severas críticas de gran parte del alumnado. Aparentemente, para la seguridad de los estudiantes negros y para mantener un aire de calma en el campus, los administradores de la Universidad impusieron ciertas restricciones estrictas sobre dónde y cuándo podían estar los estudiantes negros en el campus. Solo podían ir a sus clases, no a ninguno de los lugares públicos del campus, como la cafetería; y debían abandonar el campus inmediatamente después de terminar su última clase. Estas limitaciones se levantaron después de que la novedad de su presencia en el campus desapareciera y el público se fijara menos en su presencia allí, y a medida que se admitían más y más estudiantes negros en la universidad, se eliminaron todas esas restricciones sociales. En la actualidad, los estudiantes negros constituyen más de un tercio del alumnado del campus y participan en todas las actividades del mismo.
Cecil C. Humphreys se convirtió en presidente de la MSU, sucediendo a Smith, en 1960. En 1966, la universidad comenzó a conceder títulos de doctorado. Humphreys dimitió como presidente de la MSU para convertirse en el primer rector del recién creado Sistema de Universidades Estatales y Colegios Comunitarios, que posteriormente pasó a llamarse Junta de Regentes de Tennessee. En 1972 John Richardson fue nombrado presidente interino.
En 1973, el Dr. Billy Mac Jones se convirtió en presidente. También ese año, el equipo de baloncesto masculino de los Memphis State Tigers llegó a la final del Torneo de la NCAA, pero cayó a manos de un equipo de la UCLA liderado por la futura superestrella de la NBA y miembro del Salón de la Fama del Baloncesto, Bill Walton, en el partido del Campeonato de Baloncesto de la NCAA celebrado en San Luis (Misuri). En 1980, Thomas Carpenter se convirtió en presidente de la MSU; le sucedió V. Lane Rawlins en 1991. El 1 de julio de 1994, la Universidad Estatal de Memphis volvió a cambiar de nombre, pasando a ser la actual University of Memphis (Universidad de Memphis).
V. Lane Rawlins ocupó el cargo de 1991 a 2000; el Dr. Ralph Faudree fue presidente interino durante un año tras la marcha de V. Lane Rawlins. En 2001, la UofM eligió a su primera mujer presidente, Shirley Raines, que se retiró en el verano de 2013. Durante su mandato (en 2008), el equipo masculino de baloncesto de los Tigers volvió a llegar a las finales de la NCAA, aunque posteriormente se anuló la participación tras una investigación de la NCAA. Tras un año de búsqueda, el Dr. M. David Rudd fue confirmado como duodécimo presidente el 1 de mayo de 2014.
En el semestre de primavera de 2020, la Universidad se unió a otras miles de instituciones e hizo un cambio a mitad de semestre a clases en línea como resultado de la pandemia de COVID-19, y también introdujo una opción de calificación de crédito/no crédito en lugar de la escala de calificación tradicional para ese semestre.

## Organización

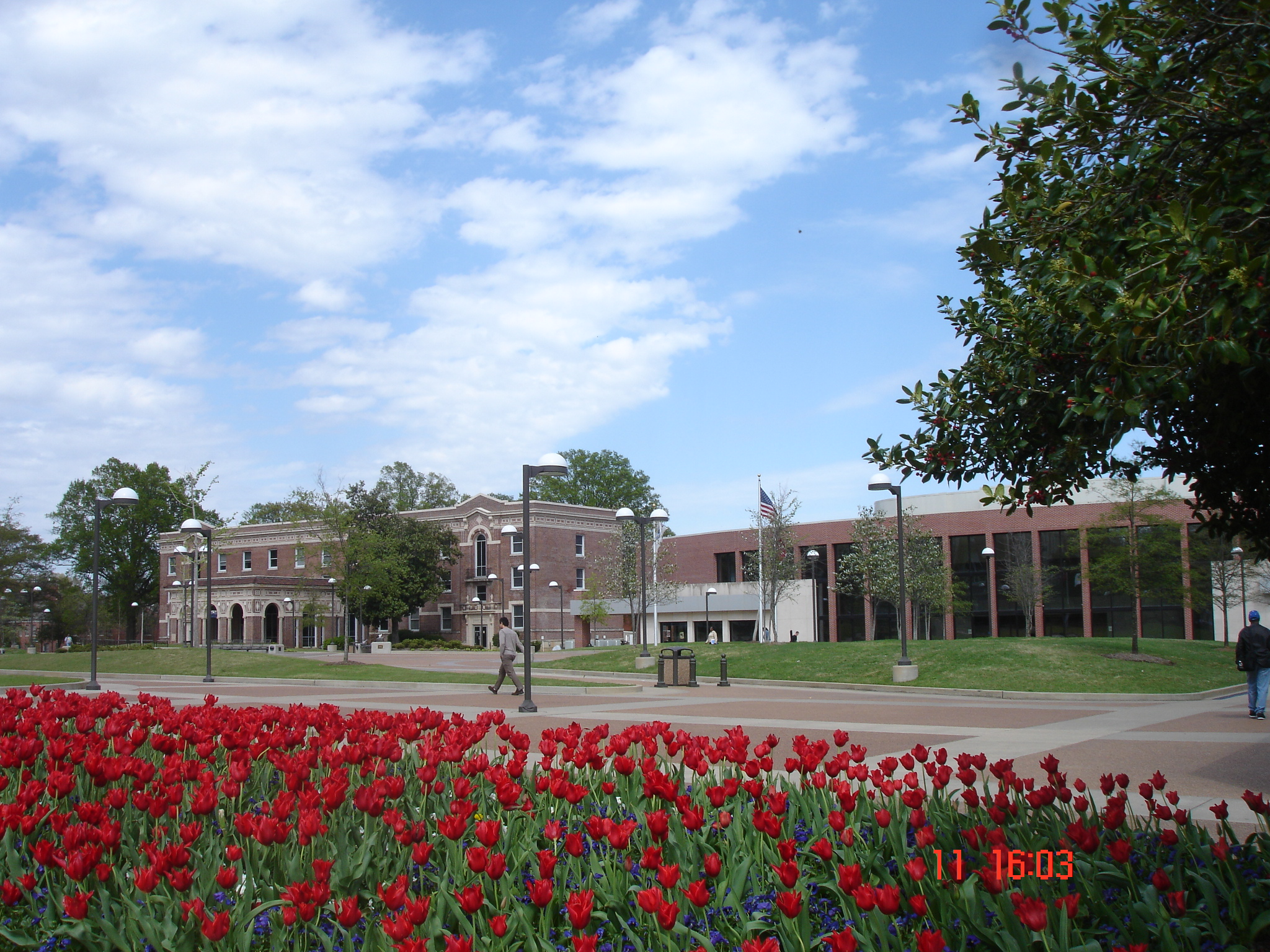
Student Activities Plaza

La Universidad de Memphis está asociada con el sistema educativo de Tennessee Board of Regents (TBR), que consta de 18 miembros. Sin embargo, desde mayo de 2017, está gobernada por un Consejo de Administración institucional. En este marco, el presidente de la Universidad de Memphis es el administrador diario de la universidad.
La universidad se compone a día de hoy de un gran número de facultades y escuelas:
- College of Arts and Sciences
- Fogelman College of Business and Economics
- College of Communication and Fine Arts
- College of Education
- Herff College of Engineering
- College of Professional and Liberal Studies
- Loewenberg College of Nursing
- Kemmons Wilson School of Hospitality and Resort Management[6]
- School of Communication Sciences and Disorders
- Cecil C. Humphreys School of Law
- Graduate School
- School of Public Health
- Rudi E. Scheidt School of Music
- Helen Hardin Honors College

También alberga varios centros de investigación avanzada:
- FedEx Institute of Technology
- Center for Earthquake Research and Information
- Institute for Intelligent Systems
- Advanced Distributed Learning Workforce Co-Lab
- The Sparks Bureau of Business and Economic Research
- Mobile Sensor Data-To-Knowledge Center (NIH Center of Excellence)

Por otro lado, la The University of Memphis Foundation, fundada en 1964, gestiona la dotación de la universidad y acepta, gestiona y desembolsa las ayudas privadas a la universidad.

## Personalidades

### Presidentes
| - Seymour A. Mynders (1912–1913) - John Willard Brister (1913–1918) - Andrew A. Kincannon (1918–1924) - John Willard Brister (1924–1939) - Richard C. Jones (1939–1943) - Jennings B. Sanders (1943–1946) - Jack Millard Smith (1946–1960) - Cecil Clarence Humphreys (1960–1972) | - John Richardson (1972–1973) interino - Billy Mac Jones (1973–1980) - Thomas G. Carpenter (1980–1991) - V. Lane Rawlins (1991–2000) - Ralph Faudree (2000–2001) interino - Shirley C. Raines (2001–2013) - R. Brad Martin (2013–2014) interino - M. David Rudd (2014–presente) |

### Alumnos reconocidos

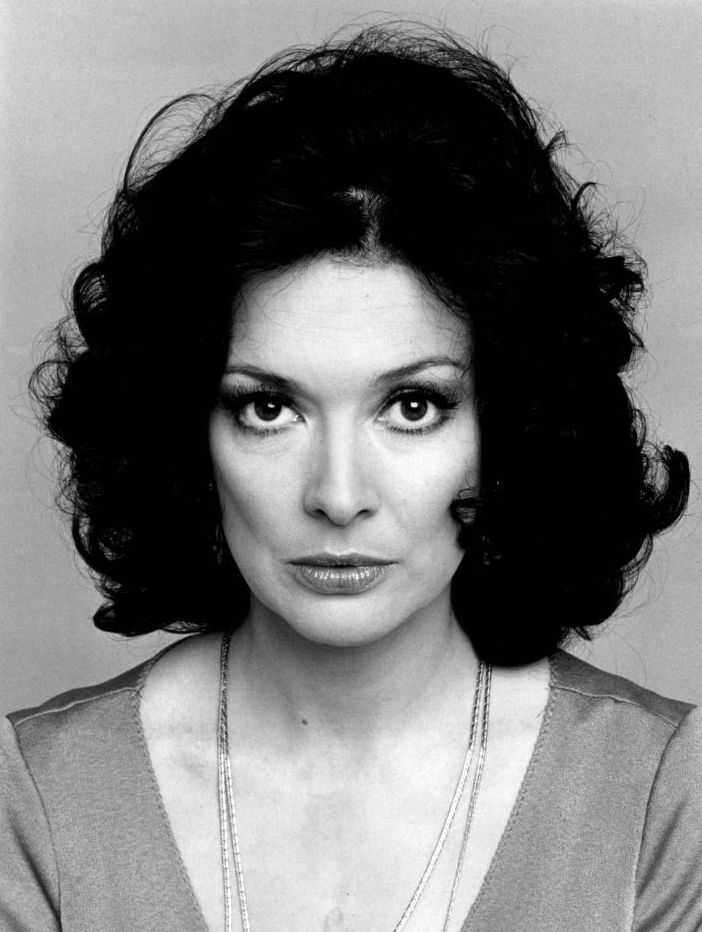
Dixie Carter Actriz
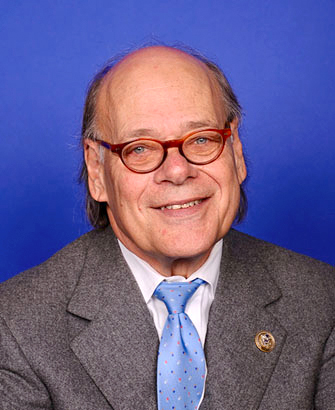
Steve Cohen Político
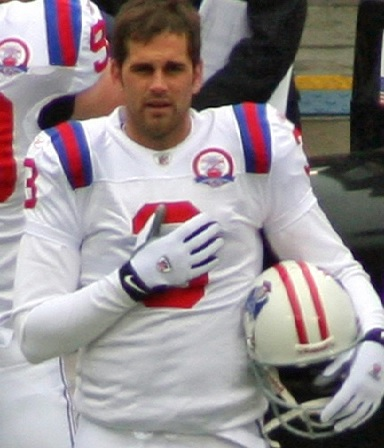
Stephen Gostkowski Jugador de fútbol americano
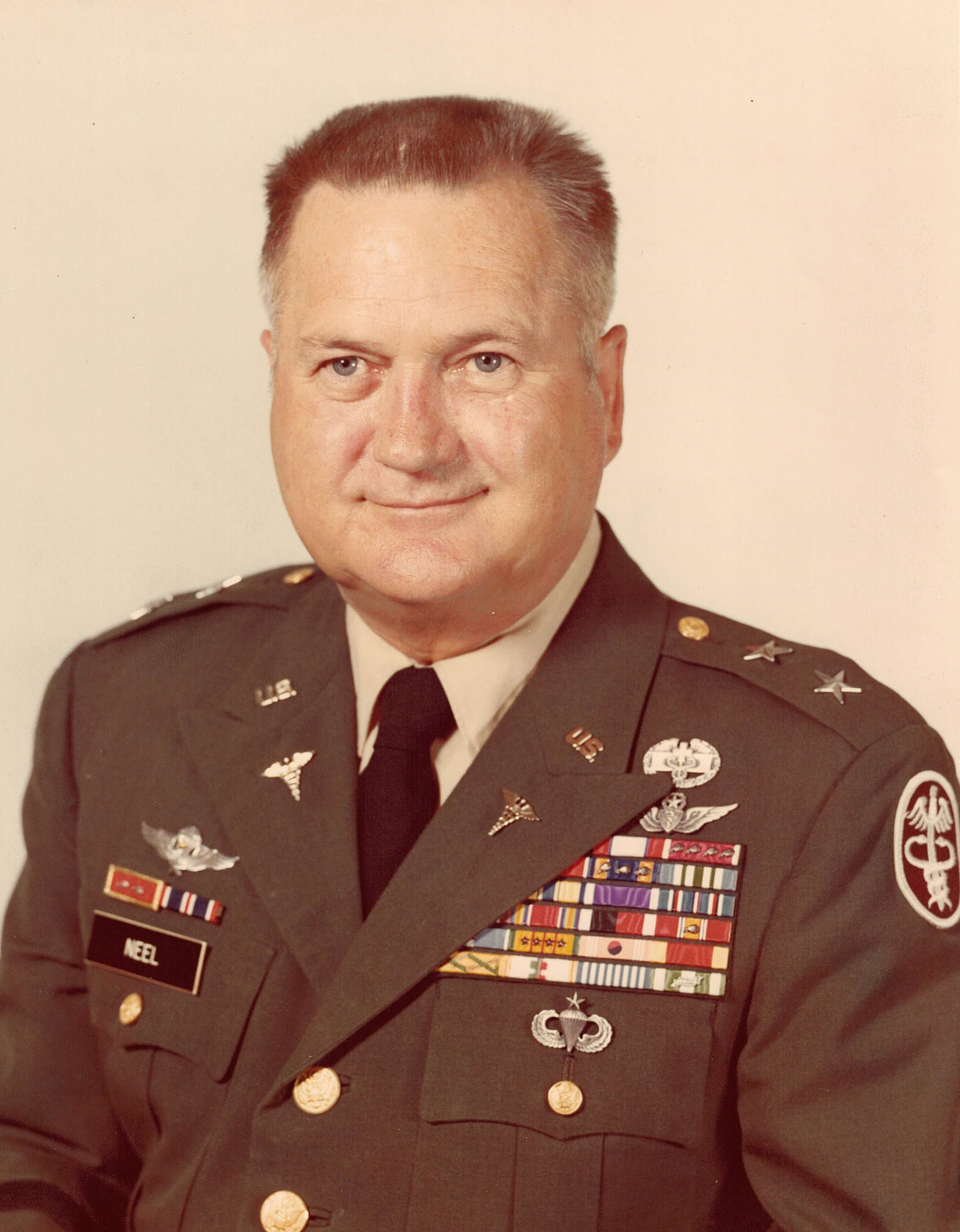
Spurgeon Neel, MD General del ejército
Edmund Warren Perry EscritorEdmund Warren Perry Escritor
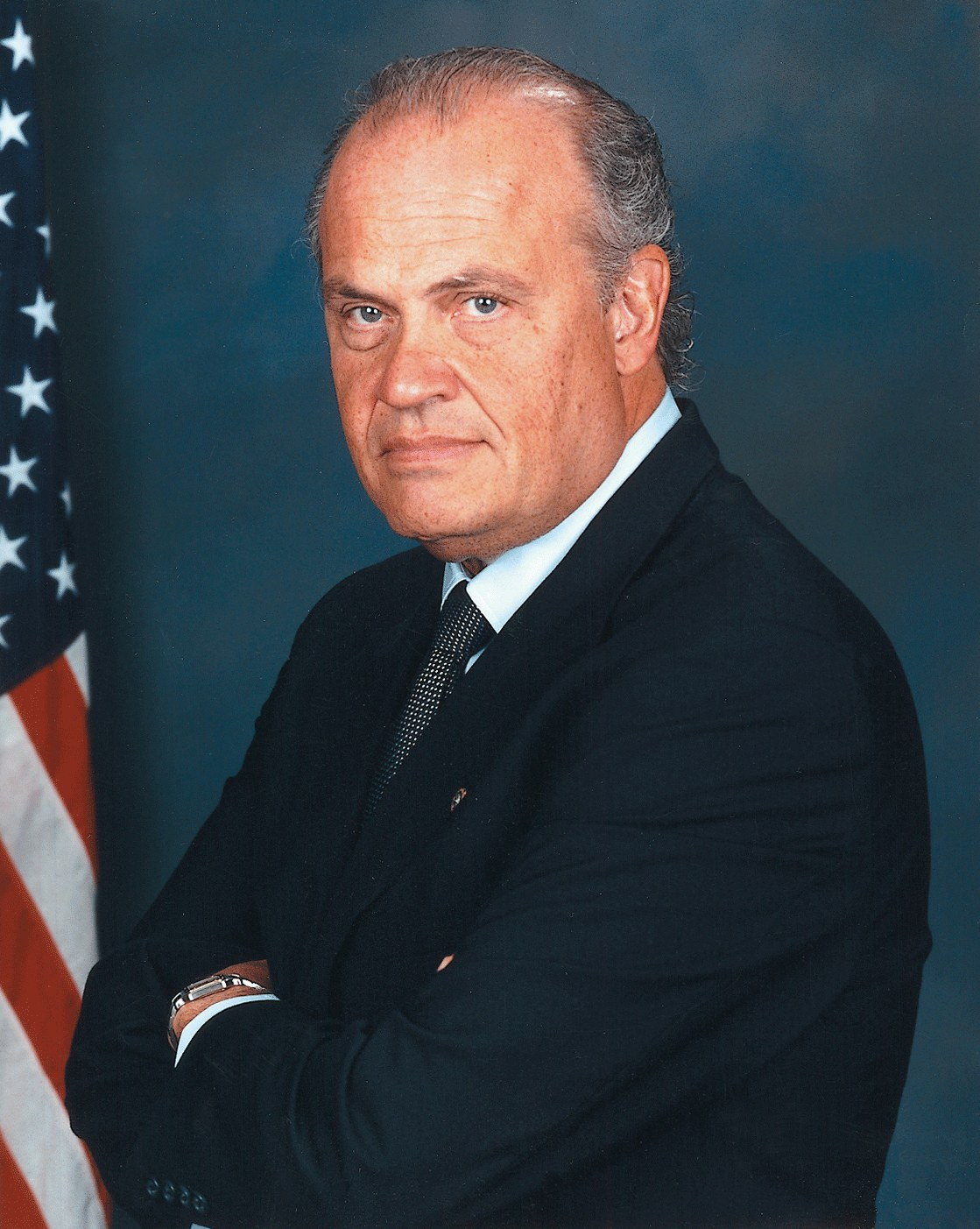
Fred Thompson Senador
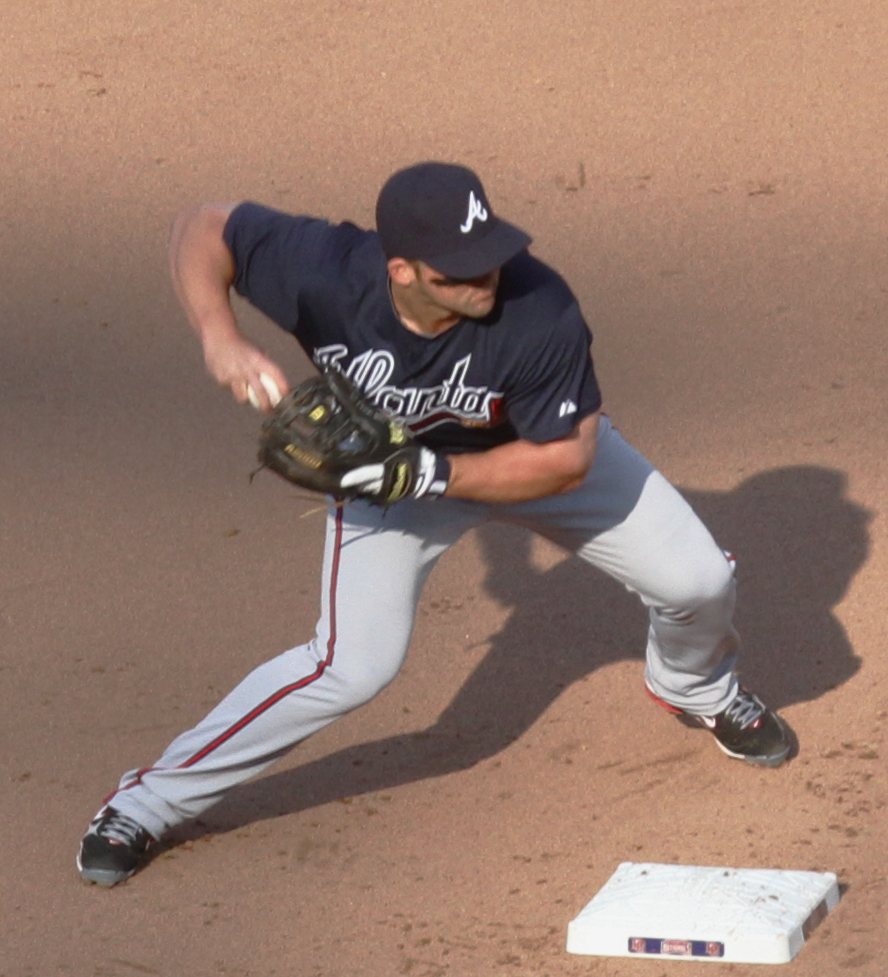
Dan Uggla Jugador de béisbol
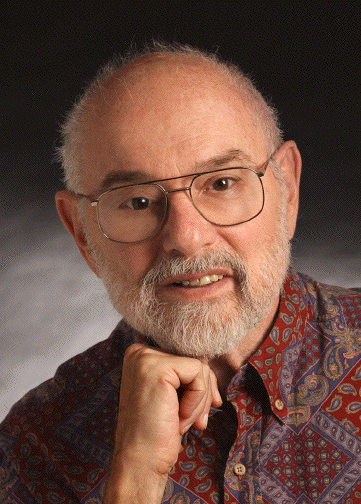
Stan Franklin Ciéntifico
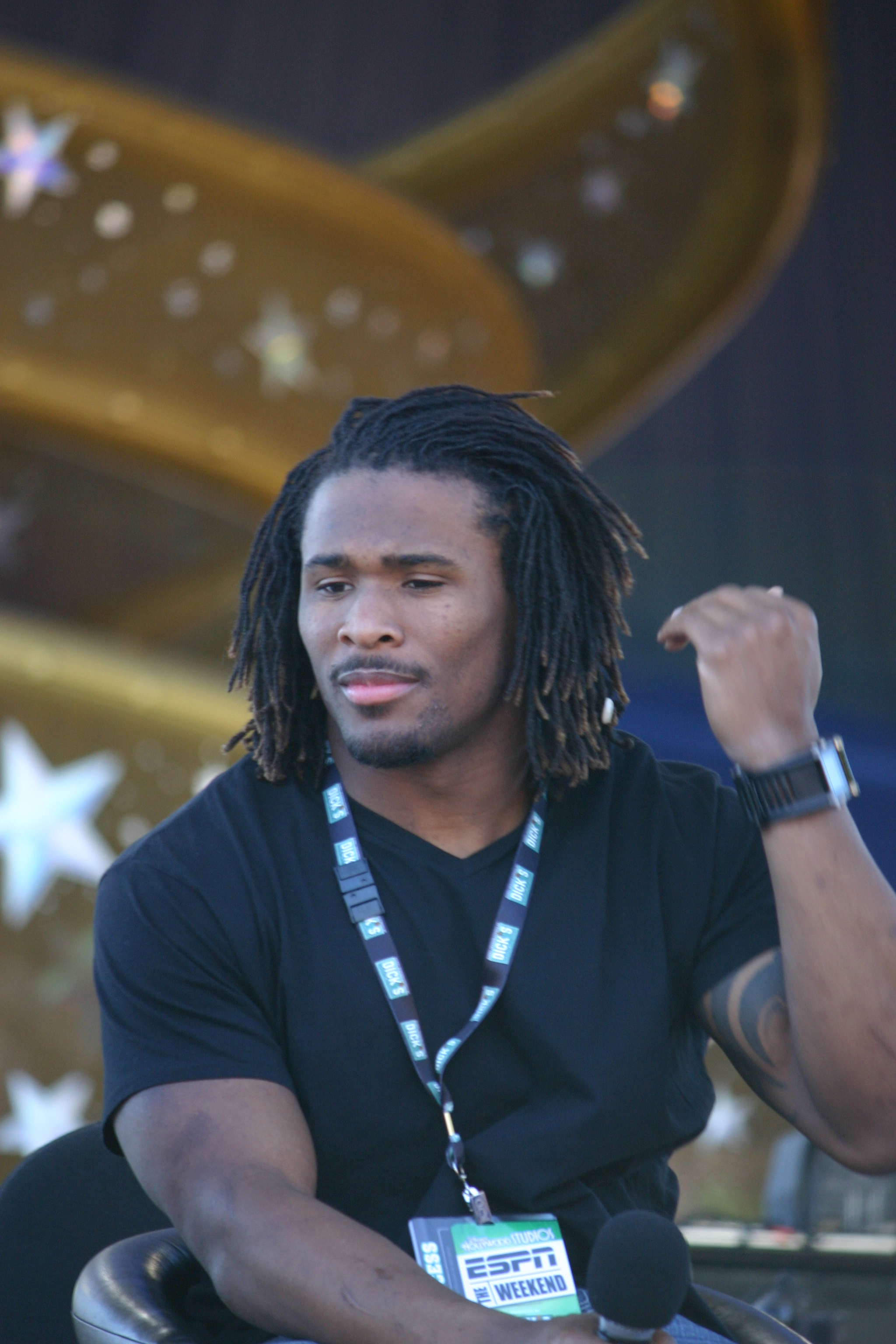
DeAngelo Williams Jugador de fútbol americano
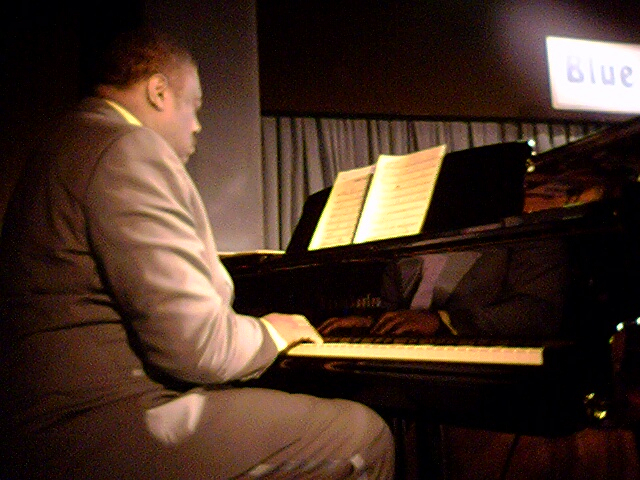
Mulgrew Miller Pianista
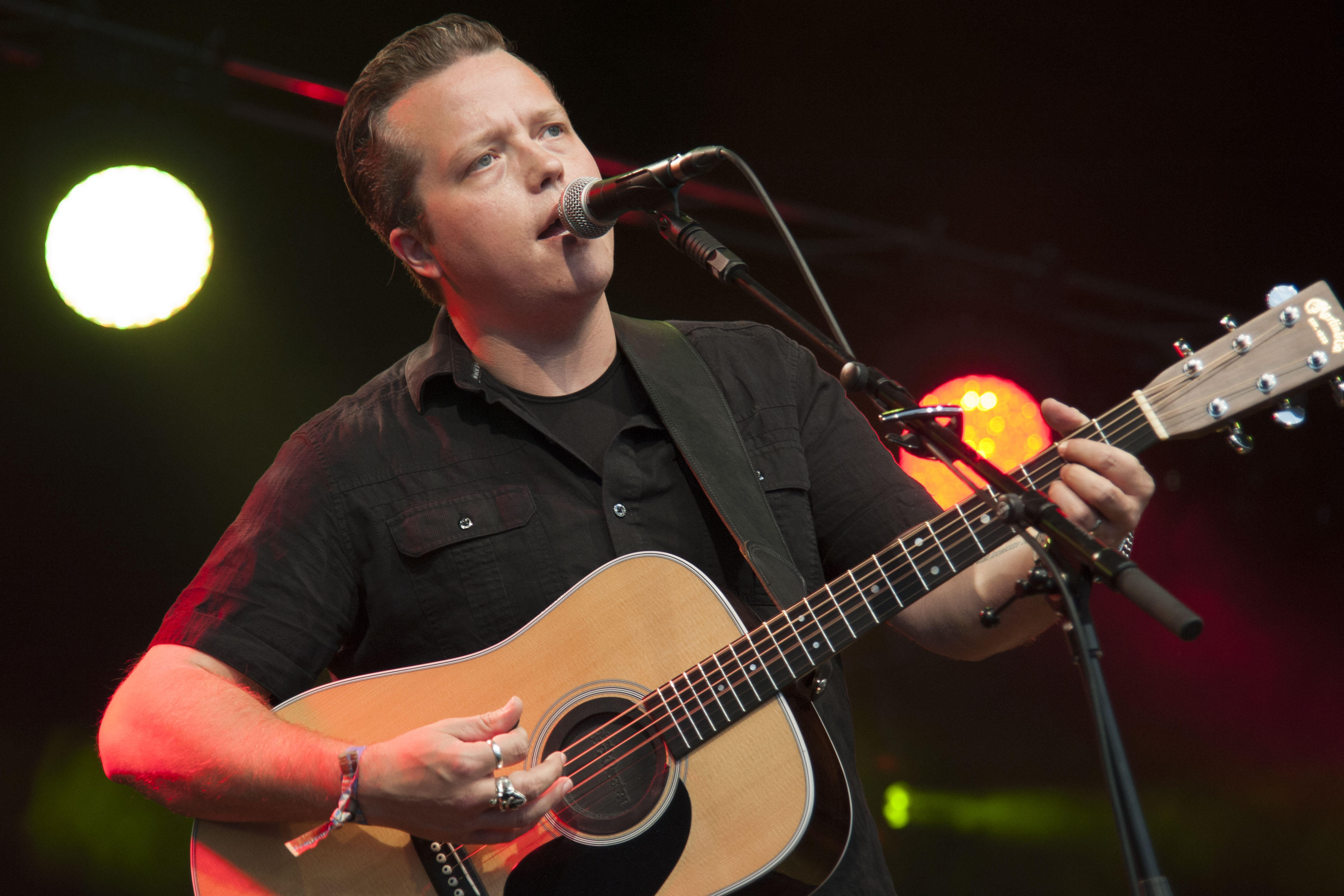
Jason Isbell Cantautor